# Мирний (Угловський район)
Ми́рний (рос. Мирный) — селище у складі Угловського району Алтайського краю, Росія. Входить до складу Угловської сільської ради.

## Населення
Населення — 655 осіб (2010; 849 у 2002).
Національний склад (станом на 2002 рік):
- росіяни — 81 %